# Oakport
Oakport est une census-designated place située dans le comté de Clay, dans l’État du Minnesota, aux États-Unis. Lors du recensement de 2020, elle comptait 1 387 habitants.